# Dalmatia Tower
La Dalmatia Tower es un rascacielos de oficinas en Split, Croacia. Se encuentra en la intersección de la calle Domovinskog y la calle Dubrovačka. Es el edificio más alto de Croacia.

## Información técnica
La Dalmatia Tower será el edificio más alto de Croacia. Tendrá 115 metros de altura y 27 pisos. Habrá un mástil de radio en la parte superior, que hará que la altura de la torre aumente a 135 metros. Tiene cinco niveles subterráneos, utilizados para aparcamiento. El edificio es servido por ocho ascensores. Cuatro ascensores darán servicio a los pisos 1 a 15 donde se ubicará el espacio de oficinas y los cuatro ascensores restantes darán servicio a los pisos 16 a 27. Este espacio lo ocupará el hotel Courtyard by Marriott, excepto el piso superior, que contará con un sky bar con una plataforma de observación.

## Historia
El edificio es parte del complejo Westgate Towers, que incluye dos rascacielos. El primero en construirse fue la Westgate Tower A de 12 pisos y 55 metros de altura, que alberga la sede de Splitska Banka, que comenzó a construirse a mediados de 2015 y se inauguró a finales de 2016. La segunda torre se llamó inicialmente Westgate Tower B, y su número de pisos inicial era de 17 con una altura de 75 metros. La construcción comenzó a fines de 2016, sin embargo, al llegar al piso 17, el trabajo se detuvo durante seis meses hasta que el desarrollador obtuvo el nuevo permiso de construcción que permitía la construcción de 10 pisos adicionales, que ahora suman 27. El trabajo en la torre se reanudó a mediados de 2018. A finales de 2017, el proyecto Westgate recibió un International Property Award al mejor rascacielos de oficinas de Europa. Se espera que finalice la construcción en 2020.

## Galería

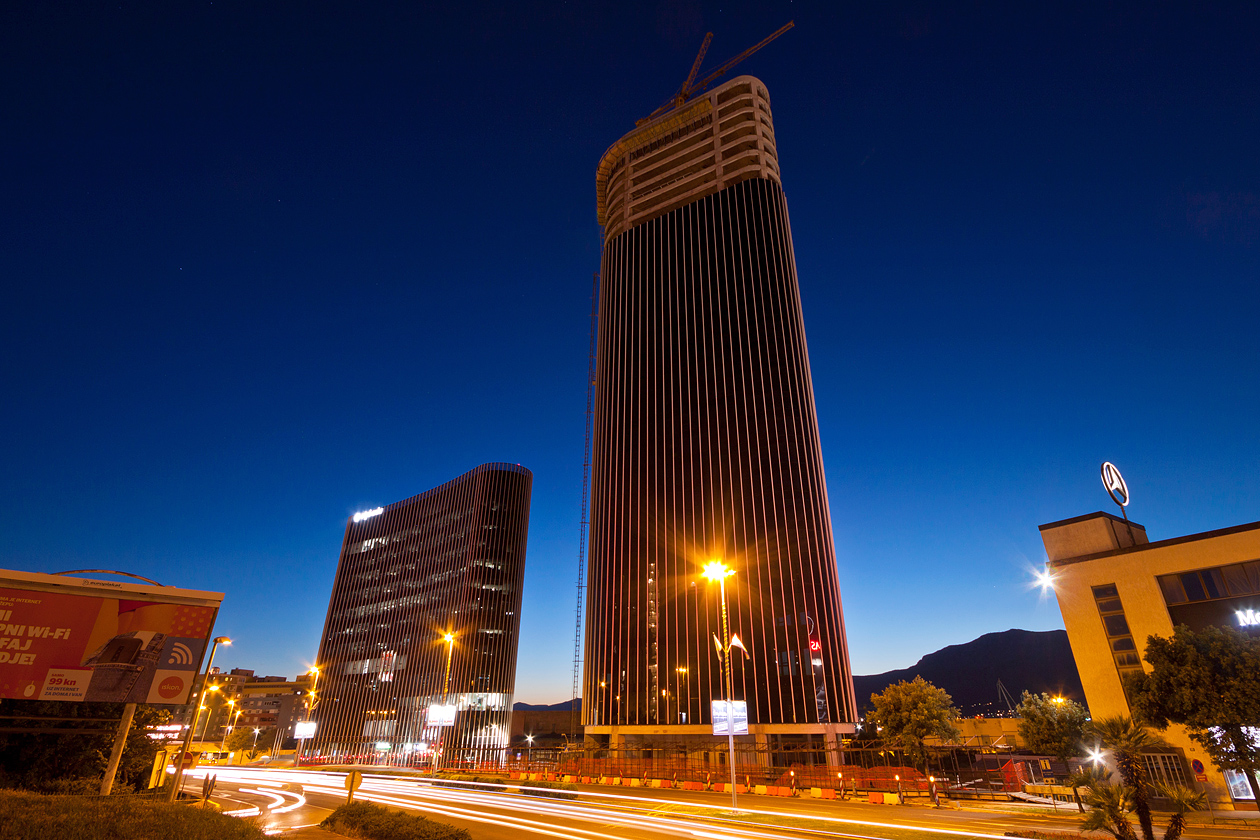
Construcción de la torre
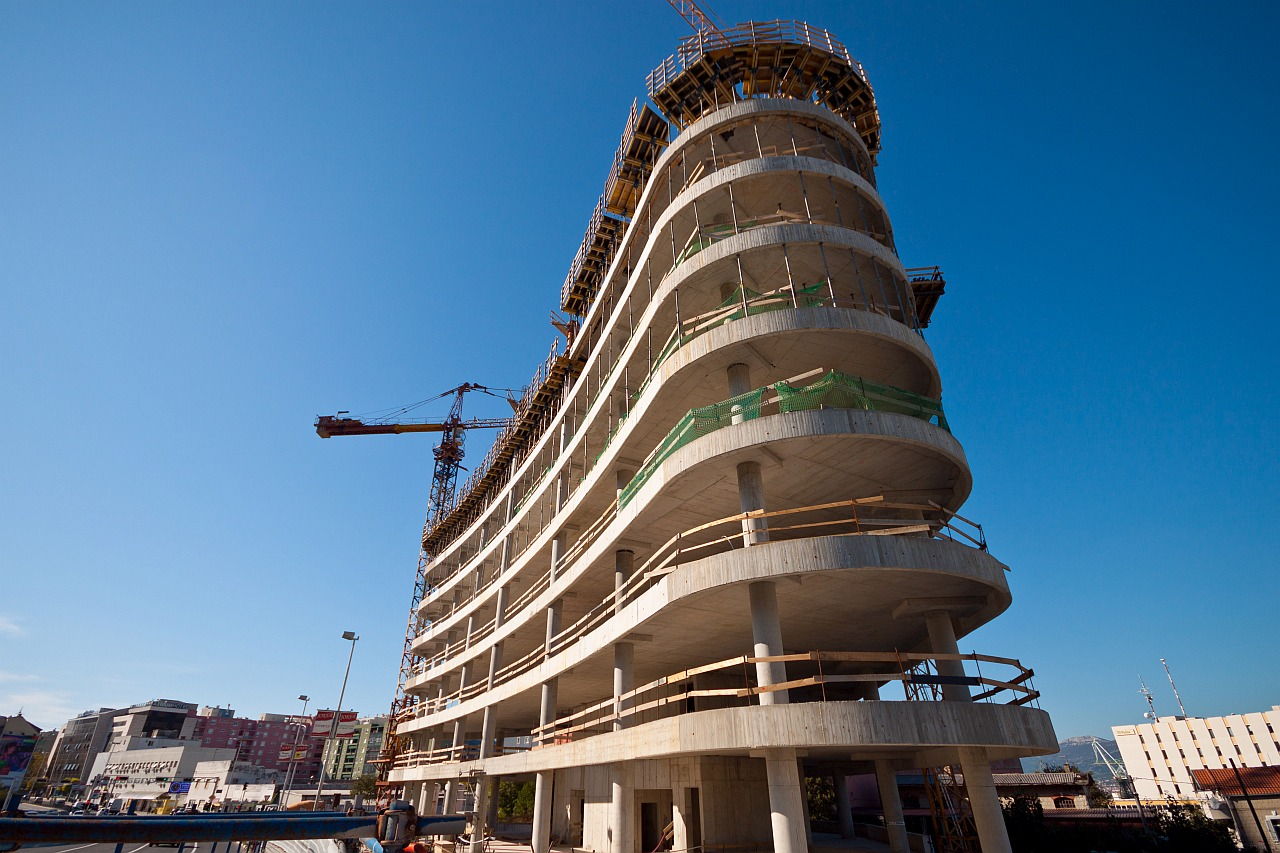
Westgate Tower A en construcción
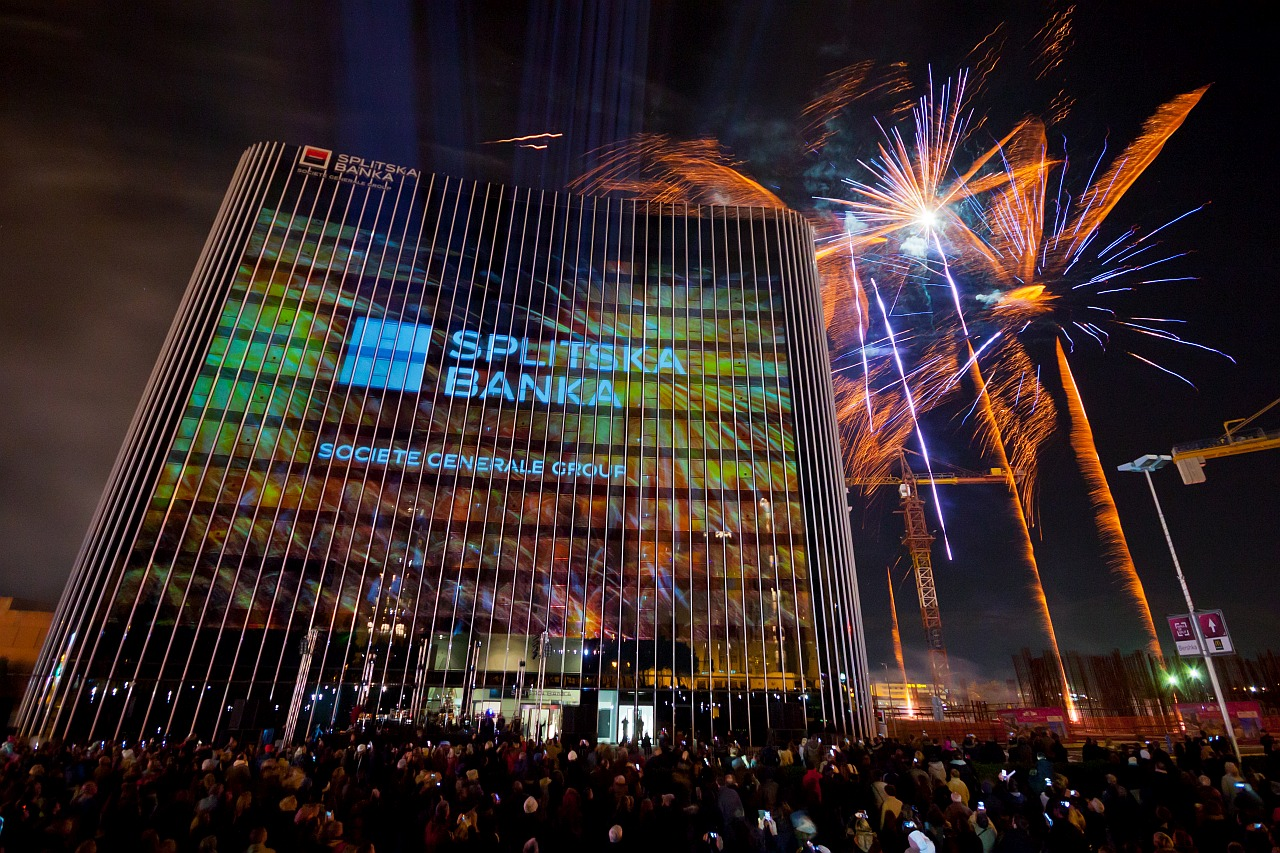
Inauguración de la Westgate Tower A
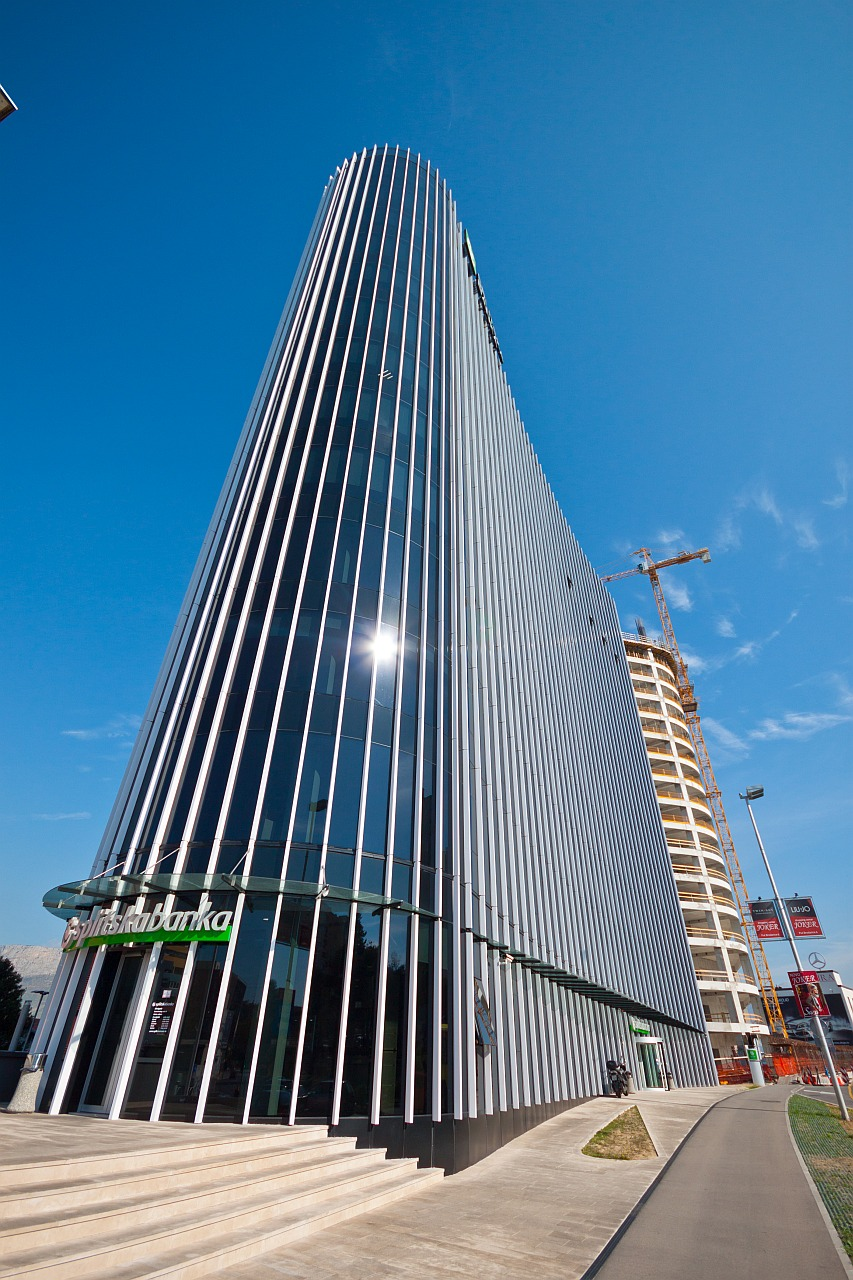
Westgate Tower A durante el día
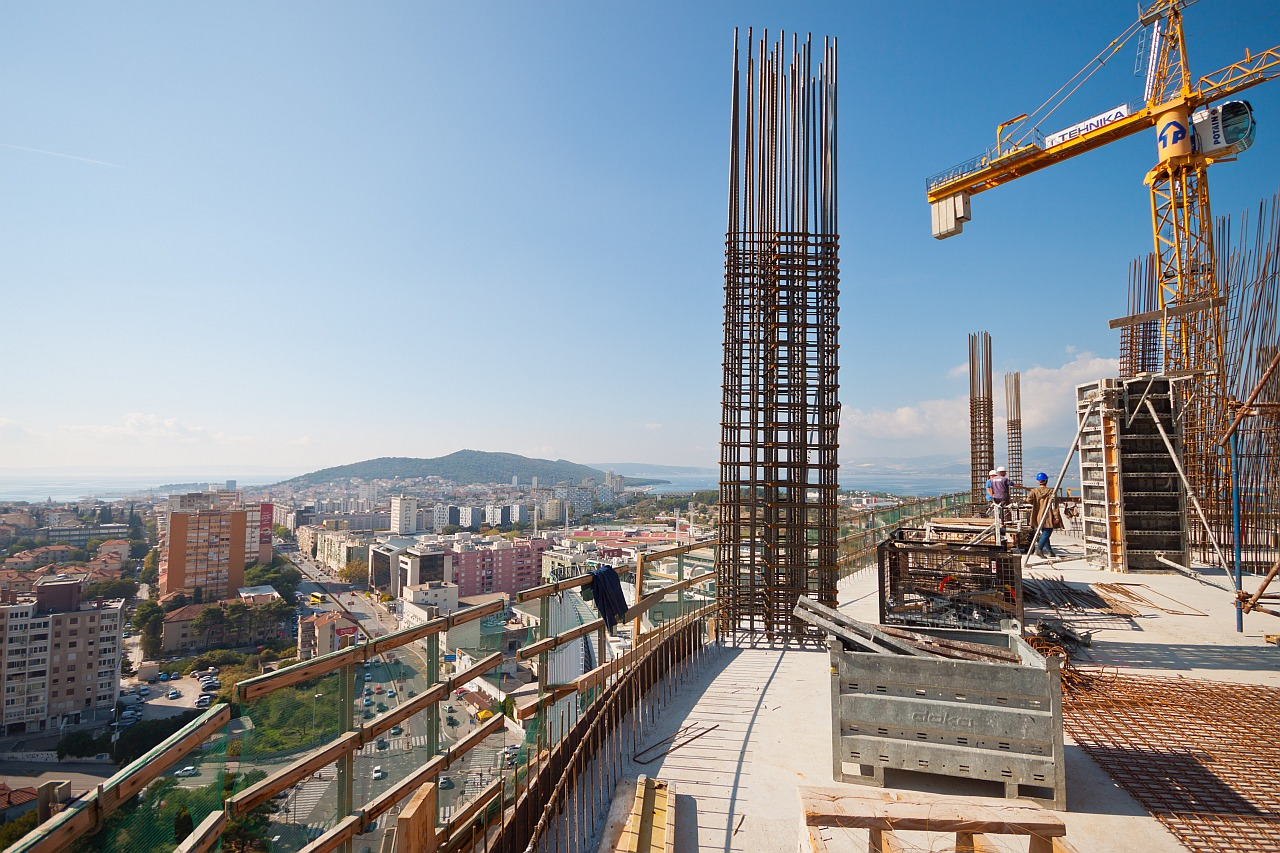
Westgate Tower B (Dalmatia Tower) en construcción, vista desde el piso 16
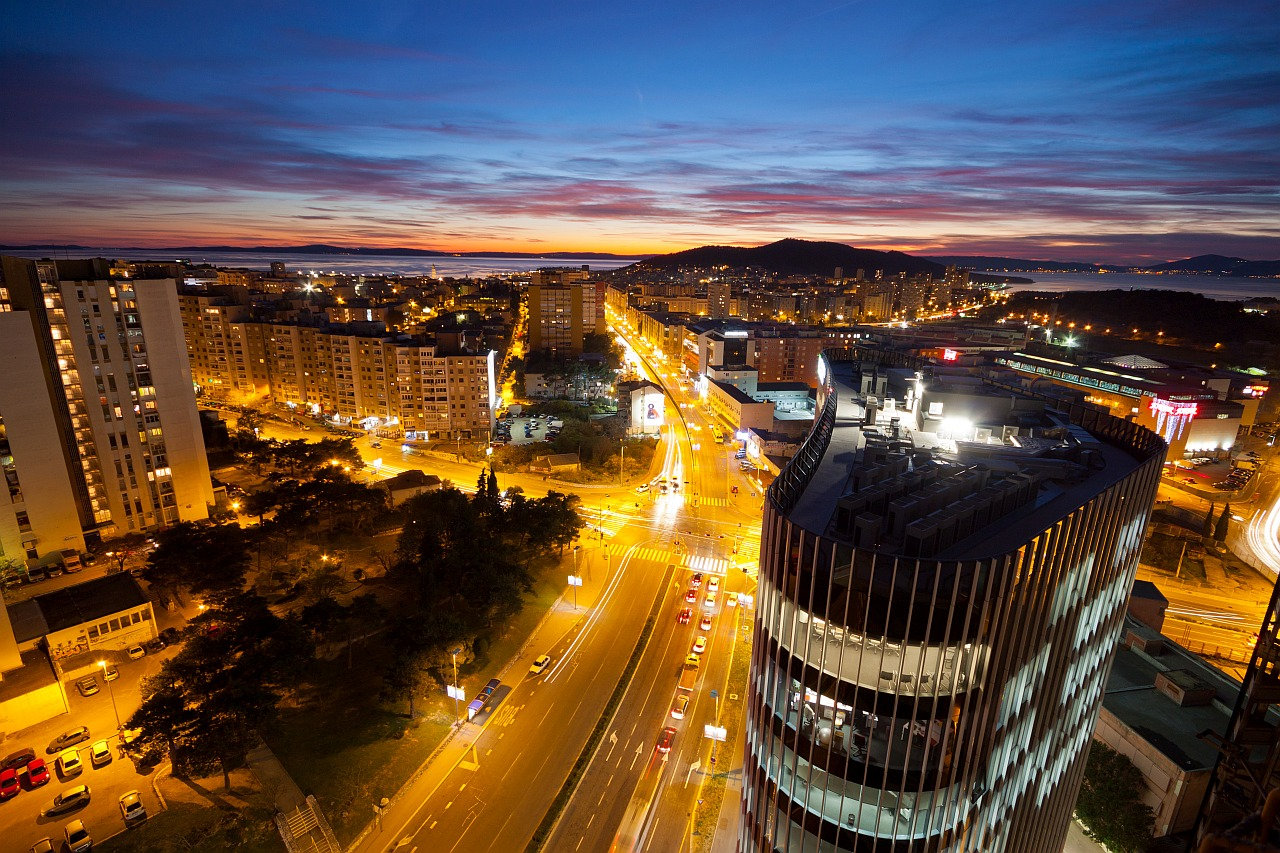
Vista nocturna de Westgate Tower B (Dalmatia Tower) desde el piso 17
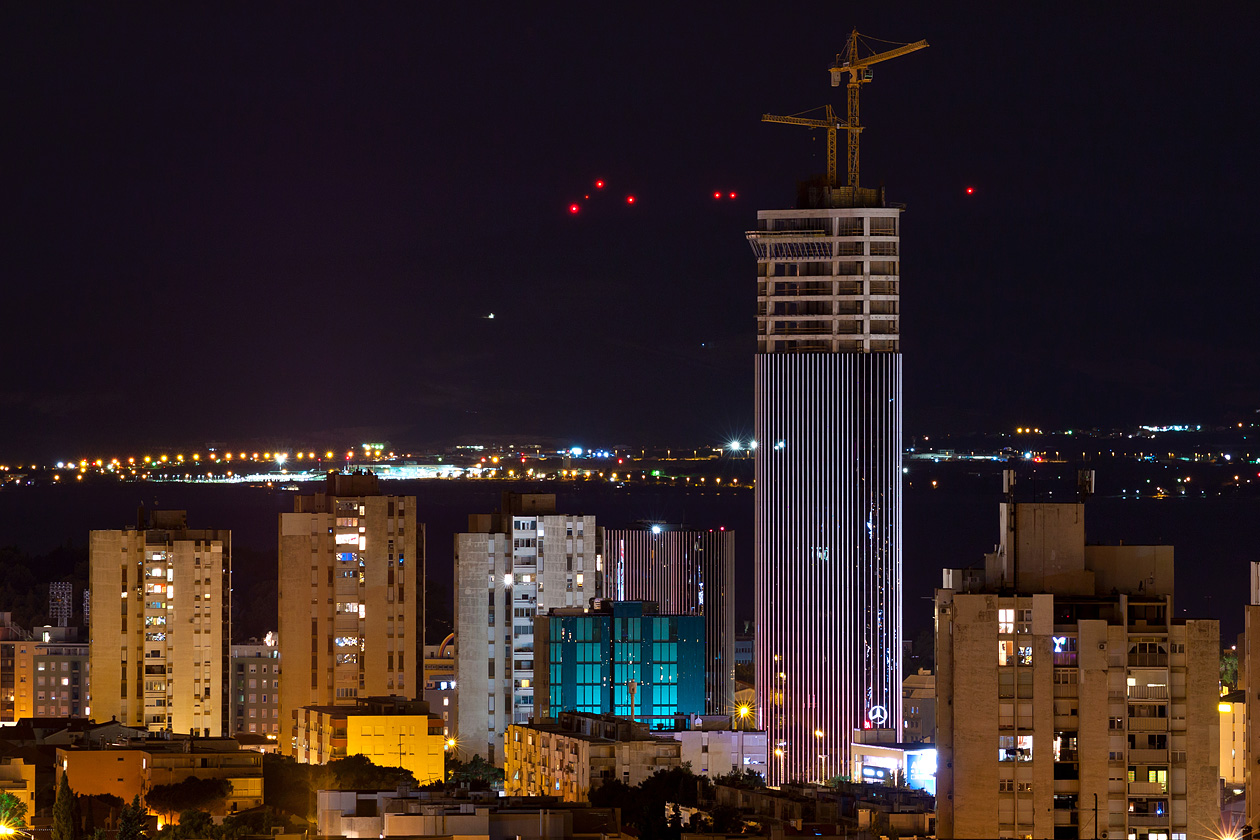
Westgate Tower B (Dalmatia Tower) recién coronada